# Вольковский сельсовет
Вольковский сельсовет — административная единица на территории Ивацевичского района Брестской области Республики Беларусь. Административный центр — деревня Волька.

## История
24 августа 2022 года в состав Вольковского сельсовета включены земли упразднённого Добромысленского сельсовета с расположенными на них посёлками Сосновый Бор, Юголин, деревнями Гляденье, Добромысль, Закапличье, Селец.

## Состав
Вольковский сельсовет включает 9 населённых пунктов:
- Волька — деревня
- Гляденье — деревня
- Добромысль — деревня
- Закапличье — деревня
- Могилицы — деревня
- Селец — деревня
- Сосновый Бор — посёлок
- Чемелы — деревня
- Юголин — посёлок

## Промышленность и сельское хозяйство
На территории сельсовета расположены:
- ОДО «Милые Виды»
- Вольковское лесничество ГЛХУ «Ивацевичский военный лесхоз»
- Домановское охотхозяйство
- Цех по производству мягкой мебели ЧПУП «Вливск-мебель»
- Цех по производству пластмассовых изделий ЗАОУП «Группа-СТС»
- Фермерское хозяйство «Мелиса-ЭКО»
- Крестьянское (фермерское) хозяйство «Оленича И. И.»

## Социальная сфера
- ГУО «Вольковская средняя школа», ГУО «Могилицкая базовая школа», ГУО "Вольковский детский сад
- Могилицкий сельский Дом культуры
- Фельдшерско-акушерские пункты в д. Волька, д. Могилицы